# Kinder Country

Produktlogo (2005–2016)

Kinder Country ist ein Süßwarenprodukt des Ferrero-Konzerns, das seit 1989 auf dem deutschen Markt erhältlich ist. Es handelt sich um einen 23,5 Gramm schweren Schokoriegel, in dessen Milchcremefüllung knapp 2 Gramm, also knapp 9 Prozent Körnerfrüchte (Gerste, Reis, Weizen, Dinkel und Buchweizen) namensweisend (country im Sinne von ‚ländlich‘) enthalten sind.

## Bestandteile
Die Inhaltsstoffe von Kinder Country umfassen 33,5 Prozent Milchschokolade (Zucker, Kakaobutter, Vollmilchpulver, Kakaomasse, Emulgator Sojalecithin, Vanillin), Zucker, Magermilchpulver, pflanzliches Fett, gepuffte und geröstete Körnerfrüchte 7,5 Prozent (Gerste, Reis, Weizen, Dinkel, Buchweizen), Butterreinfett, Emulgator Sojalecithin, Vanillin. Die Gesamtmilchbestandteile belaufen sich auf 30,5 Prozent. Kinder Country hat einen Brennwert von 2343 kJ (561 kcal) pro 100 g.

## Präsentation und Werbung
Der Werbevermarkter von RTL II, El Cartel Media, hat 2010 in seiner Fallstudie eine Produktbekanntheit von Kinder Country von 96 % bzw. 98 % festgestellt.